# Vallée du lac Champlain
Pour l’article homonyme, voir Champlain.

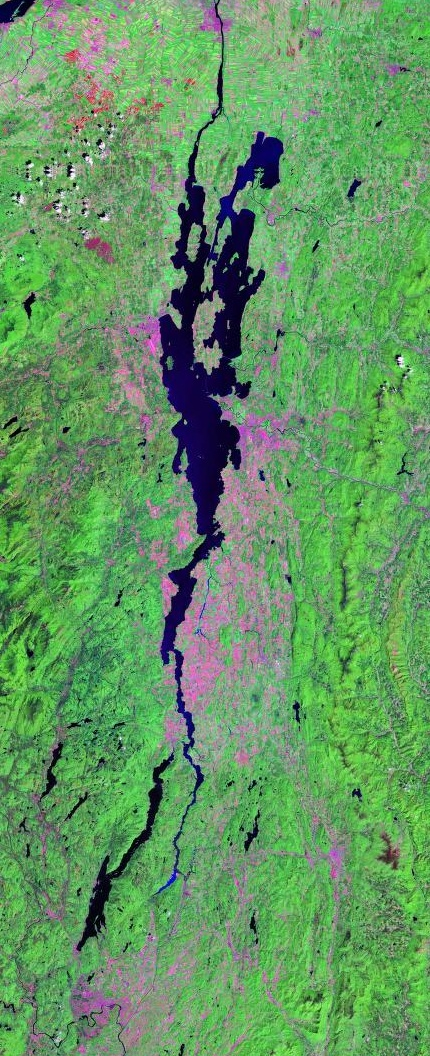
Photo du satellite Landsat de la vallée du lac Champlain dont le bassin versant se déverse dans la rivière Richelieu, puis le fleuve Saint-Laurent

La vallée du lac Champlain est une région du nord-est des États-Unis comprenant le lac Champlain, dans le Vermont et l'État de New York. Elle s'étend selon un axe nord-sud entre les montagnes Vertes à l'est, dans le Vermont, et les monts Adirondacks à l'ouest, dans l'État de New York. L'extrémité nord de la vallée déborde dans la province canadienne de Québec où elle devient la vallée de la rivière Richelieu.
La vallée du lac Champlain est le principal foyer de peuplement humain de l'État du Vermont. Burlington, la ville la plus peuplée de l'État, se trouve d'ailleurs sur les rives du lac. Cependant, la majorité des terres de la région sont agricoles ou forestières. Du côté de l'État de New York, une bonne partie de la vallée fait partie du parc des Adirondacks et on y retrouve le lieu historique du fort Ticonderoga, site de la bataille de Fort Carillon de 1758 de la guerre de Sept Ans, et la ville de Plattsburgh.

## Géographie et hydrographie
La vallée du lac Champlain est la vallée la plus importante de la partie nord de la chaîne des Appalaches. Elle fait partie du bassin hydrographique du fleuve Saint-Laurent. Son seul point de sortie est la rivière Richelieu qui se jette dans le Saint-Laurent qui atteint l'océan Atlantique par le golfe Saint-Laurent. L'étendue et le volume du lac Champlain est parfois considéré comme le sixième Grand Lac.
La vallée comporte également les vallées de ses affluents dont les rivières Otter Creek, Winooski, Missisquoi et Lamoille au Vermont; Ausable, Chazy, Boquet et Saranac dans l'État de New York. La vallée comprend également celle du lac George qui si déverse par la rivière La Chute. 